# Mitchell Langerak
Mitchell James Langerak (født 22. august 1988) er en australsk fodboldspiller, der spiller for den japanske klub Nagoya Grampus. Han har tidligere spillet for blandt andet Borussia Dortmund, VfB Stuttgart og Levante